# Movimiento Político Alfaro Vive Carajo
El Movimiento Político Alfaro Vive Carajo es una agrupación política de Ecuador.

## Antecedentes
El grupo guerrillero Alfaro Vive ¡Carajo! fue una organización insurgente ecuatoriana que operaba en el territorio nacional en la década de los años 1980 hasta inicios de los años 1990, y cuyo principal combatiente fue el entonces presidente León Febres-Cordero Ribadeneyra. Debido a la muerte de su líder, Arturo Jarrín, el grupo cesó sus actividades.
Su origen político se da por influencia del partido Movimiento de Izquierda Revolucionaria de donde también surgieron elementos que integraban el grupo guerrillero.

## Apoyos declarados
En el año 2016, el movimiento político Alfaro Vive Carajo ha manifestado total apoyo al gobierno de Rafael Correa. Esto ocurrió tras la devolución de la espada de Eloy Alfaro que el grupo tenía en su poder.
Alfaro Vive Carajo forma parte del frente Unidos, junto al Partido Comunista y Partido Socialista de Ecuador.